# Drymonia
Drymonia és un gènere de lepidòpters ditrisis de la família dels notodòntids (Notodontidae).

## Taxonomia
El gènere Drymonia inclou en les següents espècies:
- Drymonia dodonaea (Denis & Schiffermüller, 1775)
- Drymonia dodonides (Staudinger, 1887)
- Drymonia obliterata (Esper, 1785)
- Drymonia querna (Denis & Schiffermüller, 1775)
- Drymonia ruficornis (Hufnagel, 1766)
- Drymonia velitaris (Hufnagel, 1766)